# Eunice aedificatrix
Eunice aedificatrix är en ringmaskart som beskrevs av Monro 1933. Eunice aedificatrix ingår i släktet Eunice och familjen Eunicidae. Inga underarter finns listade i Catalogue of Life.